# Beusdaelshof

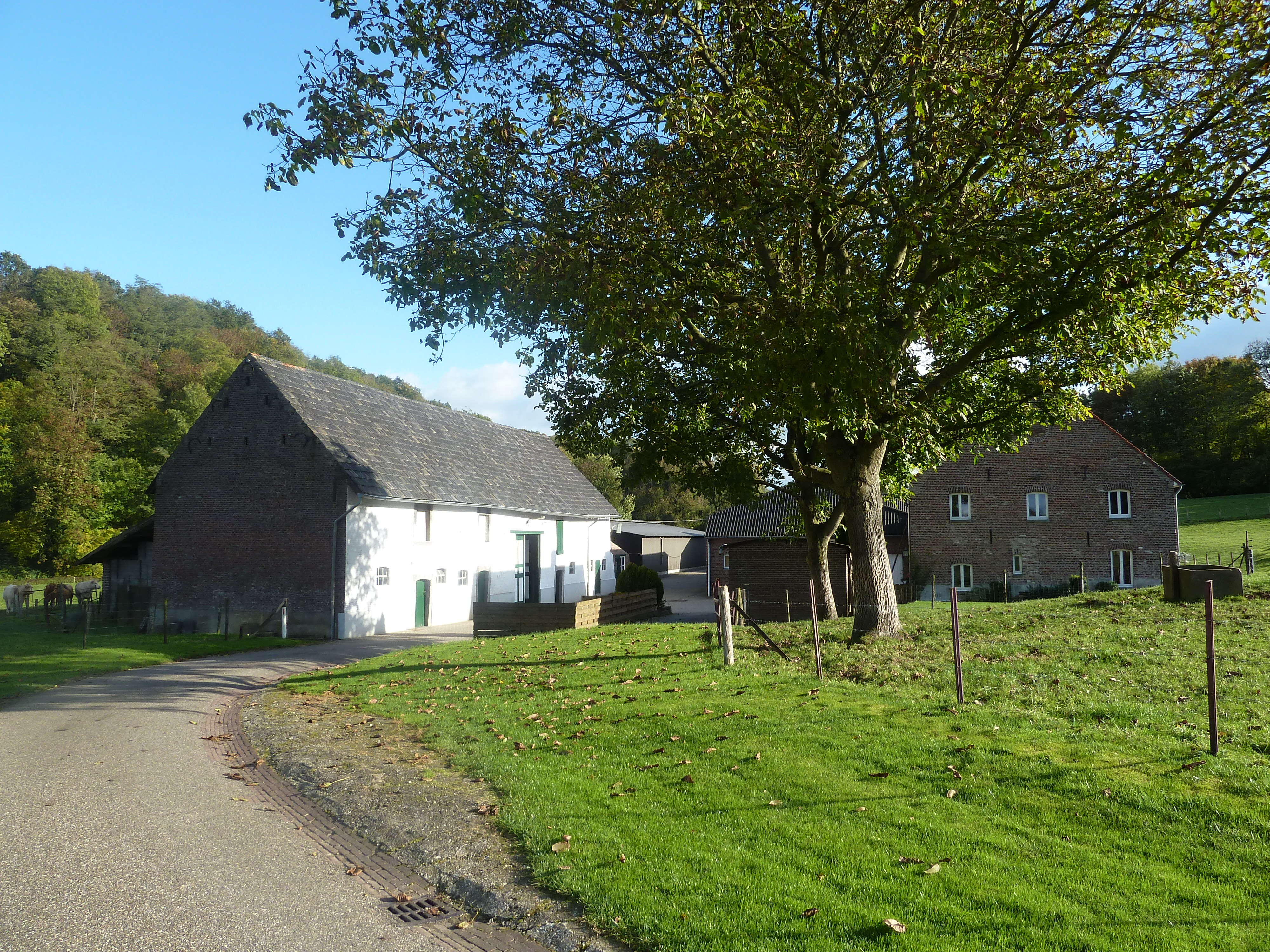
Beusdaelshof

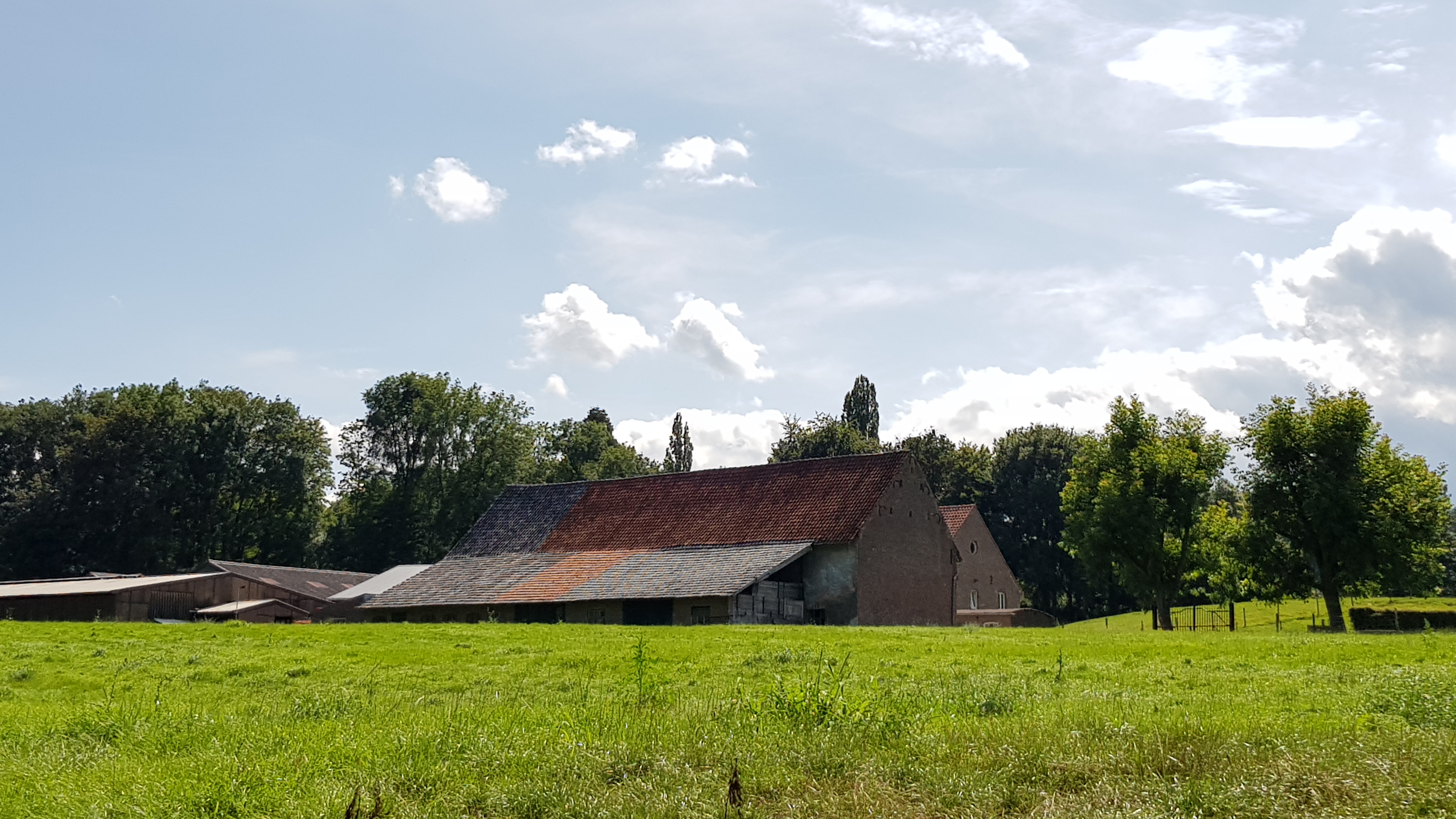
Beusdaelshof gezien vanuit het noorden

Beusdaelshof of Scheyffartshuis is een gebouwencomplex aan Sint Antoniusbank 10 aan de oostkant van Sint Antoniusbank in de Nederlandse gemeente Eijsden-Margraten in Zuid-Limburg. Het staat in het droogdal Sibbersloot aan de westkant van het Plateau van Margraten in de overgang naar het Maasdal.
Ten noordoosten van Beusdaelshof liggen de Mettenberggroeve I, II en III.
De historische gebouwen van het complex zijn een rijksmonument.

## Naamgeving
Het kasteel en hoeve hebben meerdere namen gehad. De oudste naam is ‘huis van den Wolff’, waaraan het gehucht Wolfshuis zijn naam dankt. Hierna was er een Hof van Bemelen. De familie Scheyffart van den Veels zorgde voor de namen Scheyffartshuis en Veelshoef. De naam Beusdaelshof is afkomstig van de familie Van Beusdal die eigenaar was van de 16e tot eind 18e eeuw.

## Geschiedenis
In de middeleeuwen was er hier een versterking die in 1381 'huis van den Wolff' werd genoemd. In dat jaar werd Arnold van Bensenraedt met het huis beleend. Het huis was een zogenaamd buitenleen van het Land van Valkenburg, dat tevens als voogd optrad van de heerlijkheid Bemelen, een bezit van het Maastrichtse Onze-Lieve-Vrouwenkapittel. Mogelijk is het kasteel in de 15e eeuw verwoest, door ofwel Luikenaren in 1408 of Maastrichtenaren in 1489.
Begin 16e eeuw werd er een nieuw huis gebouwd door Librecht van Hulsberg. Zijn echtgenote Mechteld Huyn van Amstenrade liet dit 'hof van Bemelen' in 1556 na aan Anna van Ellerborn, echtgenote van Gerard van Eys van Beusdal. Zo kwam het huis in bezit van de familie Colin van Beusdal. Ruim een eeuw later, in 1685, verpandde de telg Jan Adolf Colyn van Beusdael de Beusdaelshof in Bemelen voor ruim 11.000 gulden aan Abraham Heldewier. Waarschijnlijk was Colyn daartoe gedwongen door financiële problemen, want een jaar later moest hij ook het familiebezit in Maastricht, de Poort van Beusdael, verkopen.
In 1775 bouwde men het witte bakstenen gebouw (dat anno 2023 nog bestaat), het oudste deel van het bestaande gebouwencomplex. De kadastrale kaart uit 1825 toont een U-vormige hoeve met op de hoek hiervan het herenhuis.
Met het overlijden in 1845 van Frans Joseph baron van Stockhem kwam het huis aan de graaf d’Aspremont Lynden, die het zeven jaar later weer verkocht aan Thomas Leesens. Deze burgemeester liet in 1859 het herenhuis slopen.
Aan de westzijde van de hoeve zijn restanten gevonden van het middeleeuwse kasteel.